# Le Marigot
Le Marigot è un comune francese di 3.697 abitanti situato nel dipartimento d'oltre mare della Martinica.